# Ikhtiyar al-Din Abu l-Mudjahid Kadir Khan
Ikhtiyar al-Din Abu l-Mudjahid Kadir Khan (Ferishta l'anomena Abd al-Kadir al-Mawsum bi Kadir Shah) fou sulta de Kalpi (oficialment Muhammadabad), successor vers 1411 del seu pare Nasir al-Din Mahmud Khan.
Va governar fins al 1432 i a la seva mort els seus tres fills es van disputar el poder. Això va provocar la intervenció del sultanat de Malwa i el sultanat de Jaunpur, i finalment el fill Djalal Khan va ser instal·lat al poder com a tributari de Malwa.